# Білас Лев-Ростислав Ростиславович
Лев-Ростислав Ростиславович Бі́лас (псевдо — Лев Ростиславович; 7 серпня 1922, Львів — 17 травня 2004, Інсбрук, Австрія) — український історик, політолог, бібліотекознавець. Син Ростислава-Едмунда Біласа.

## Життєпис
Лев Білас народився 7 серпня 1922 року у Львові, в родині Ростислава-Едмунда Біласа, лікаря, колишнього керівника санітарної служби Української Галицької Армії, та Ольги з Терлецьких, доньки Михайла Терлецького, власника нафтової свердловини у Бориславі. 
Навчався у Віденському і Гайдельберзькому університетах. Здобув докторат у Гайдельберзькому університеті (1954). У 1954—1956 роках — співробітник Східно-європейського інституту в Мюнхені; 1957—1959 роках — позаштатний працівник редакції часописів «Сучасна Україна» і «Українська літературна газета». Протягом 1959—1961 років студіював тюркологію у Стамбульському університеті. Співпрацював зі Східно-європейським історичним інститутом у Філадельфії від часу його заснування (1963) як редактор історичної секції повного видання творів В. Липинського. Був керівником словникових та історичних відділів, працівником Державної бібліотеки в Гамбурзі. Від 1984 року — на пенсії, мешкав поблизу м. Інсбрук (Австрія), де і помер 17 травня 2004 року. Автор досліджень про історичну спадщину М. Грушевського і В. Липинського, статей про політичний розвиток України та інших держав Східної Європи, розвідок про українську та світову історіографію, а також студій з бібліотекознавства та книгознавства. Працює також у ділянці етнології. Досліджував погляди Т. Гоббса і спільно з Л. Коленським переклав українською мовою його твір «Бегемот» (К., 1996).

## Праці
- Краків, Женева і філіяція «Кричевського»: До родовідної мислення В. Липинського. В кн.: Липинський В. Твори. Архів. Студії, т. 2: Участь шляхти у великому українському повстанні під проводом гетьмана Богдана Хмельницького. — Філадельфія, 1980
- Ausarbeitung einer “«einheitlichen wissenschaftlichen marxistisch-leninistischen bibliothekarischen Klassifikation» (Reihenfolge der Hauptabteilungen). Versuche in der Sowjetunion von 1924 bis 1959 und ihre Problematik. — Köln, 1953;
- Geschichtsphilosophie und ideologische Voraussetzungen der geschichtlichen und politischen Konzeption M. Hruševskyjs // Jahrbücher für Geschichte Osteuropas. — 1956. — № 3;
- Криза нашого образу історії // Українська літературна газета. — 1956. — № 9—12; 1957. — № 1, 3;
- В'ячеслав Липинський як історик кризової доби // Липинський В. Твори. Історична секція. — Т. 3. — Філадельфія, 1991.
- Оглядаючись назад. Пережите 1922-2000 і передумане / ред. Ісаєвич Я., упор. Любомир Білас. — Львів: Інститут українознавства імені І. Крип'якевича НАН України, 2005. — 204 с.